# SimCopter
SimCopter es un simulador de vuelo de 1996, desarrollado por Maxis. El jugador se encuentra en una ciudad 3D. Al igual que en Streets of SimCity, SimCopter permite importar mapas de SimCity 2000 al juego. Es también el primer juego en utilizar el idioma simlish.

## Jugabilidad
SimCopter es un juego basado en un piloto de helicóptero. Hay dos modos de juego: modo de usuario y modo carrera. El modo de usuario (modo libre) permite al jugador volar por las ciudades que ha creado libremente (las cuales pueden importarse desde SimCity 2000) o cualquiera de las 30 ciudades del juego. En el modo carrera el jugador se pone en la piel de un piloto encargado de hacer varios trabajos en toda una ciudad.

### Dinero y puntuación
El dinero y los puntos se obtienen completando misiones. También puedes perderlo si fracasas en ellas por no completarlas o no lograr completarlas dentro del tiempo especificado. De hecho hay algunas misiones como MEDEVAC o las de bomberos que serán realmente graves si muere alguna víctima o si el fuego arrasa con alguna zona. Cuando el jugador consigue suficientes puntos, podrá desplazarse a la siguiente ciudad. Hay 12 niveles de dificultad, a medida que se avanza van añadiéndose nuevos tipos de trabajo en misiones, compaginándolos con los que ya teníamos anteriormente.

### Helicópteros y mejoras
El jugador comienza con un pequeño helicóptero. Es pequeño y lleva un megáfono y un cubo que se puede llenar de agua para apagar fuegos, solo puede tener 2 pasajeros. Cuando acumulas cierta cantidad de dinero, puedes adquirir otros helicópteros y nuevo equipamiento para mejorarlos. De esta forma, nuestros helicópteros podrán ser más veloces, grandes y resistentes. Cada helicóptero tiene un tanque de combustible que dura aproximadamente media hora de vuelo y luego es necesario volver al hangar a repostar, lo que cuesta dinero.
La lista de helicópteros en SimCopter es:
- Schweizer 300
- Bell 206 JetRanger
- McDonnell Douglas MD 500
- McDonnell Douglas MD 520 NOTAR
- Bell 212
- Augusta A109
- Dauphin 2
- Explorador de Douglas del McDonnell
- Boeing AH-64 Apache

### OVNI
Los mapas con un Apache en ellos, en ocasiones también tienen un OVNI volando en los alrededores. Secuestran Sims con una fuerza misteriosa (los Sims bailarán mientras ascienden) y también lanzan rayos verticales de forma aleatoria que pueden prender árboles o edificios. Si el rayo impacta en el jugador, la pantalla se pone blanca y el helicóptero se destruye automáticamente. Si el ovni cae al agua, tenemos la oportunidad de rescatar a un superviviente abducido para obtener más puntos. Si se derriba un ovni, el jugador obtiene 1 000 puntos.

## Huevos de Pascua
El juego se hizo polémico al descubrir que su diseñador Jacques Servin introdujo huevo de Pascua por el que aparecían hombres sin camiseta en un bañador Speedo que se abrazaban y se besaban en ciertas fechas, como los viernes 13. El huevo de Pascua se descubrió al poco de lanzar el videojuego y se eliminó de las siguientes copias del juego. Servin fue despedido por añadir contenido no autorizado al juego (lo que retrasó la publicación definitiva del juego y provocó que Maxis no pudiera aprovechar la época navideña). 